# Yanosuke Watanabe
Yanosuke Watanabe (渡邊 彌之助, Watanabe Yanosuke) est un footballeur international japonais.
Il compte 2 sélections en équipe du Japon de football en 1925.